# Lamar Valley

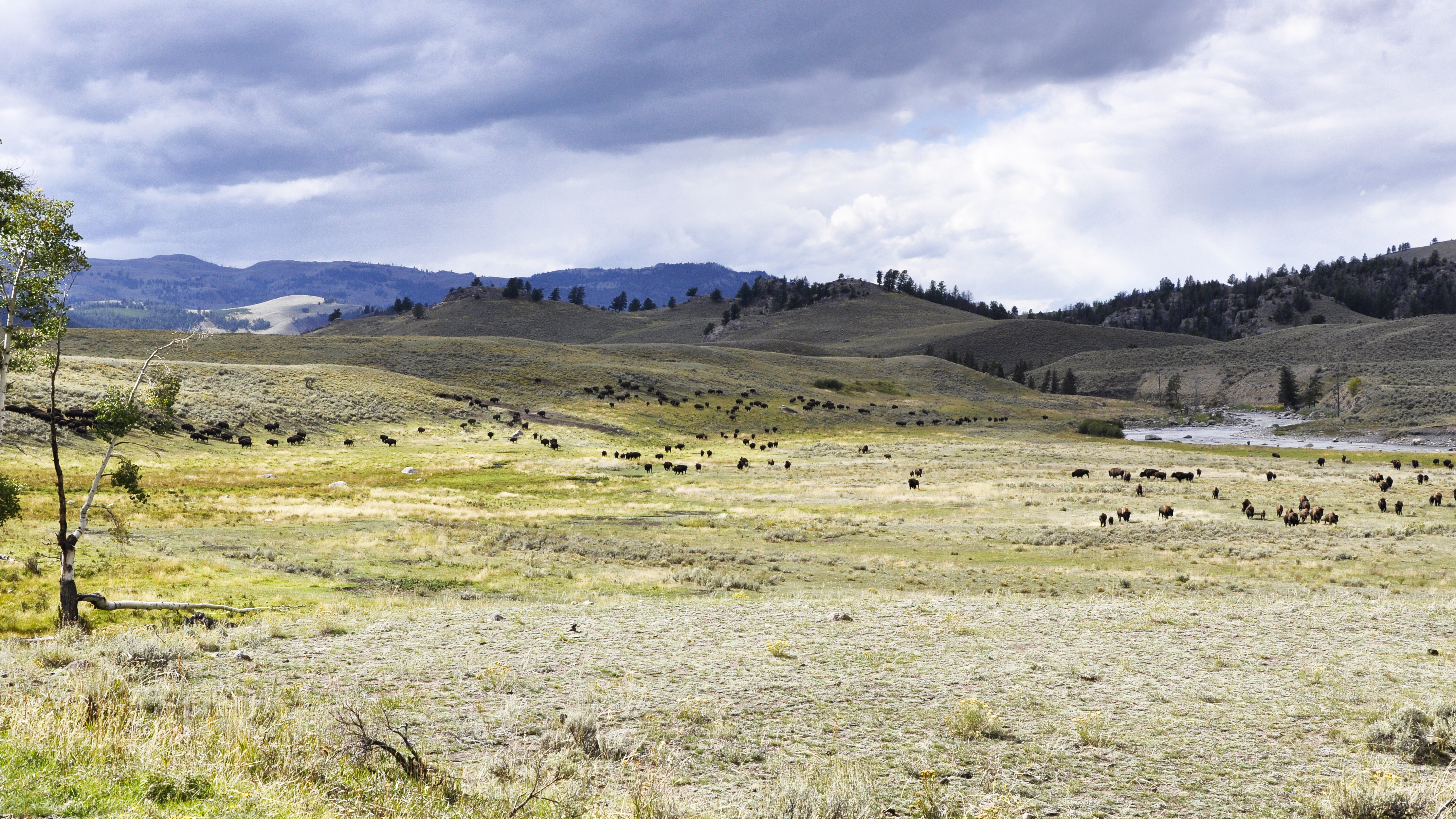
De Lamar River en bizons in de Lamar Valley

De Lamar Valley is een vallei in het noordoosten van het Yellowstone National Park in de Verenigde Staten. Doorheen deze vallei loopt de Lamar River die, zoals de vallei, werd genoemd naar Lucius Quintus Cincinnatus Lamar II, een politicus en jurist uit Mississippi en minister van Binnenlandse Zaken in de regering van president Grover Cleveland. De vallei wordt ook de Serengeti van Amerika genoemd. De weg doorheen de vallei is de enige in het park die het hele jaar door open is.
De United States Geological Survey verkende Lamar Valley in 1884-85. De vallei is gekend als een van de beste plaatsen om wolven en grizzly's te zien. Grizzly's zijn hier het vaakst tijdens de lente te zien als ze op zoek zijn naar voedsel na hun winterslaap. Wolven werden hier in 1995 opnieuw uitgezet. Dat gebeurde vooral om de populatie van de wapiti's en overbegrazing onder controle te houden. De aanwezigheid van de wolf verminderde het aantal coyote's op een gegeven ogenblik met 39%.
De Lamar Valley is uitzonderlijk breed. Hij werd gevormd tijdens de laatste IJstijd, ongeveer 10.000 jaar geleden toen gletsjers het gebied erodeerden.

## Geografie
Aan de noordoostelijke zijde wordt de vallei begrensd door de Absaraoka Range, een bergketen van de Rocky Mountains. Barronette Peak, 3156 m hoog, ligt dicht bij de noordoostelijke toegangspoort van Yellowstone National Park en net ten oosten van de Lamar Valley.

## Lamar Buffalo Ranch
De Lamar Buffalo Ranch werd in 1907 in de Lamar Valley opgezet om de laatste bizons in de Verenigde Staten te redden. 28 bizons werden van Fort Yellowstone naar deze plek overgebracht en een aantal van hen werd in het park uitgezet naarmate de kudde in aantal groeide. In 2011 telde men ongeveer 3700 bizons in het park terwijl er ongeveer 525.000 dieren elders leven. Anno 2015 bieden de gebouwen van de ranch slaapplaatsen aan voor bezoekers van het park.

## Afbeeldingen

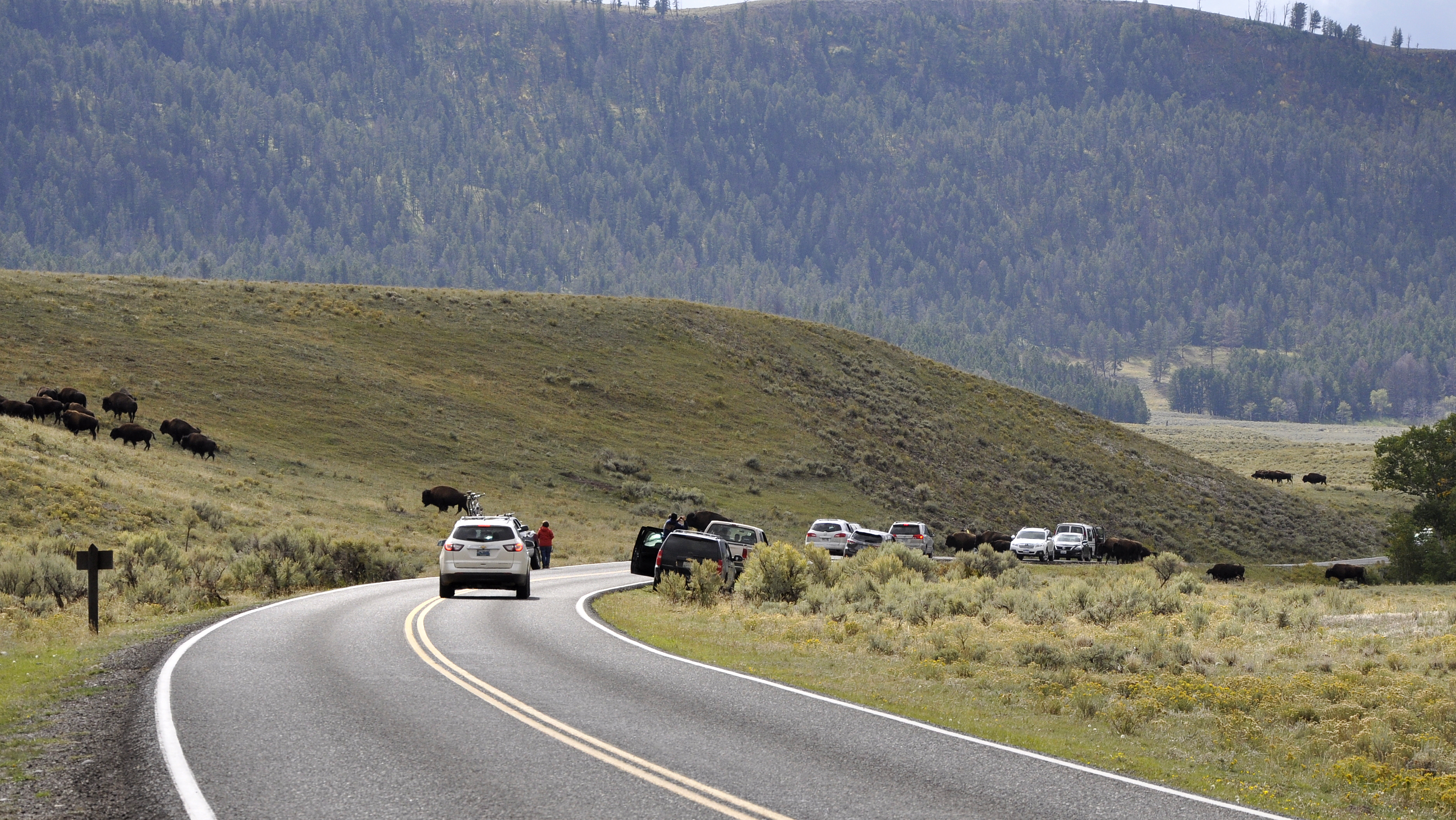
Bizons kruisen de weg
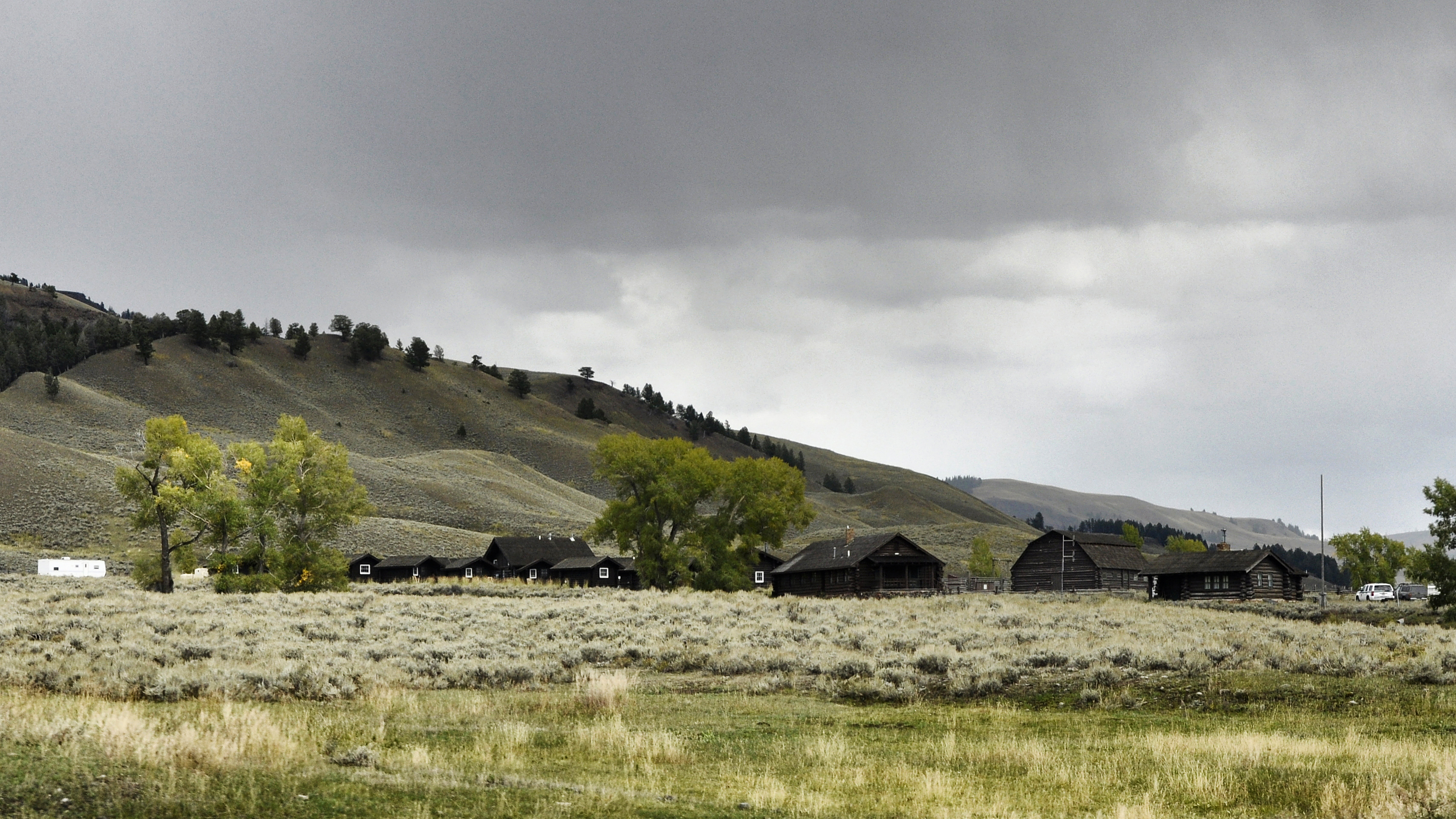
Lamar Buffalo Ranch
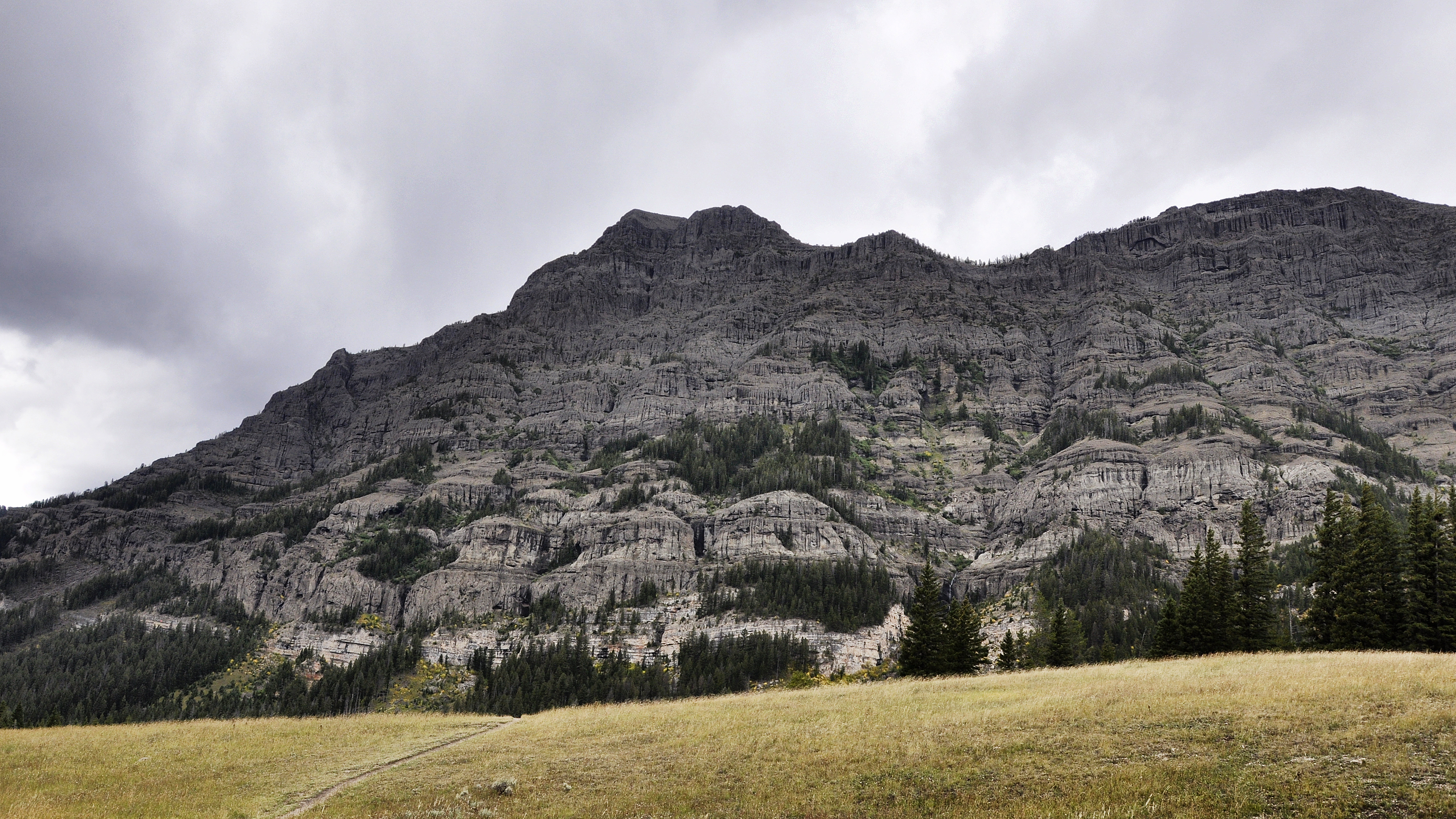
Barronette Peak
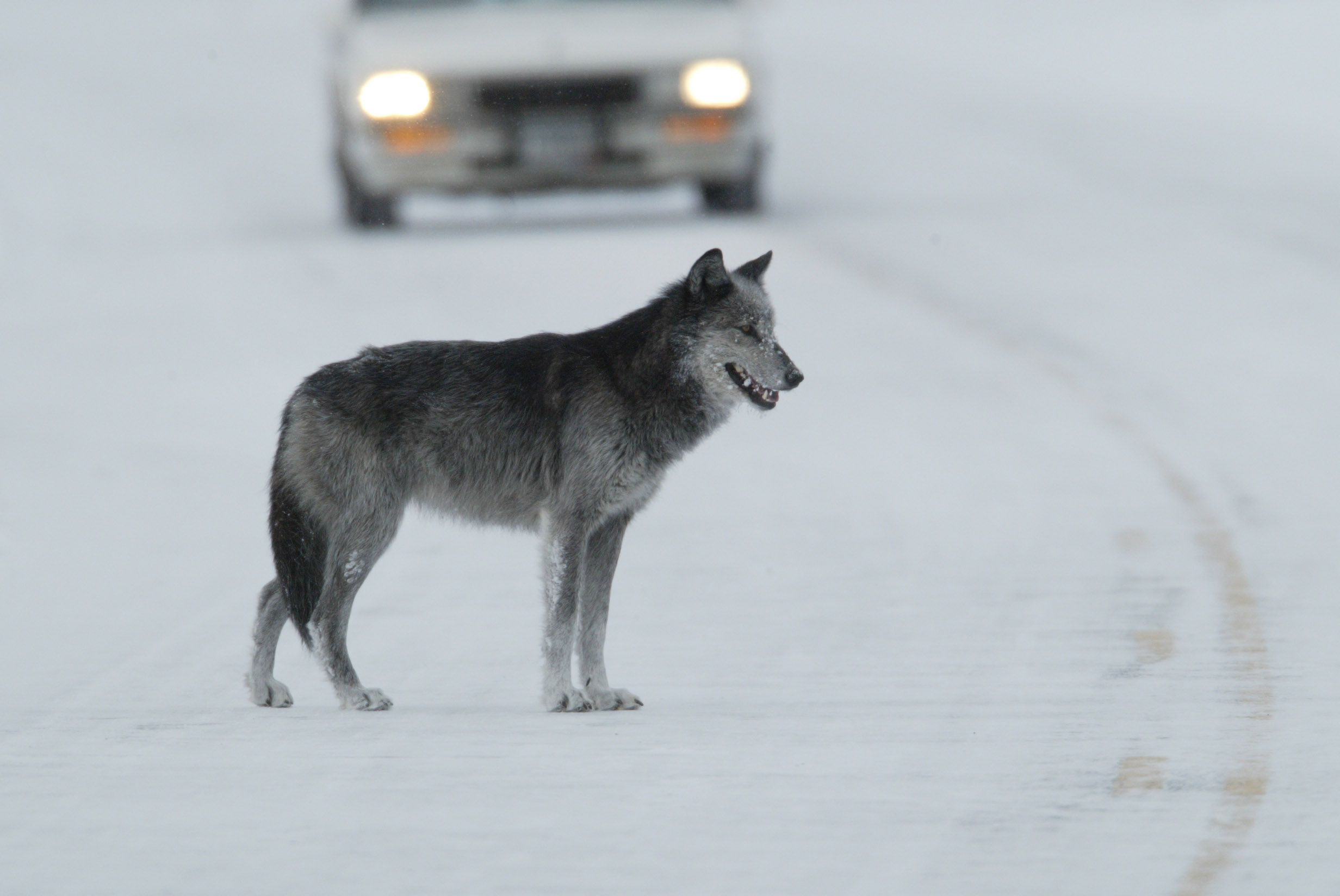
Een vrouwelijke wolf bij de brug over de Lamar River
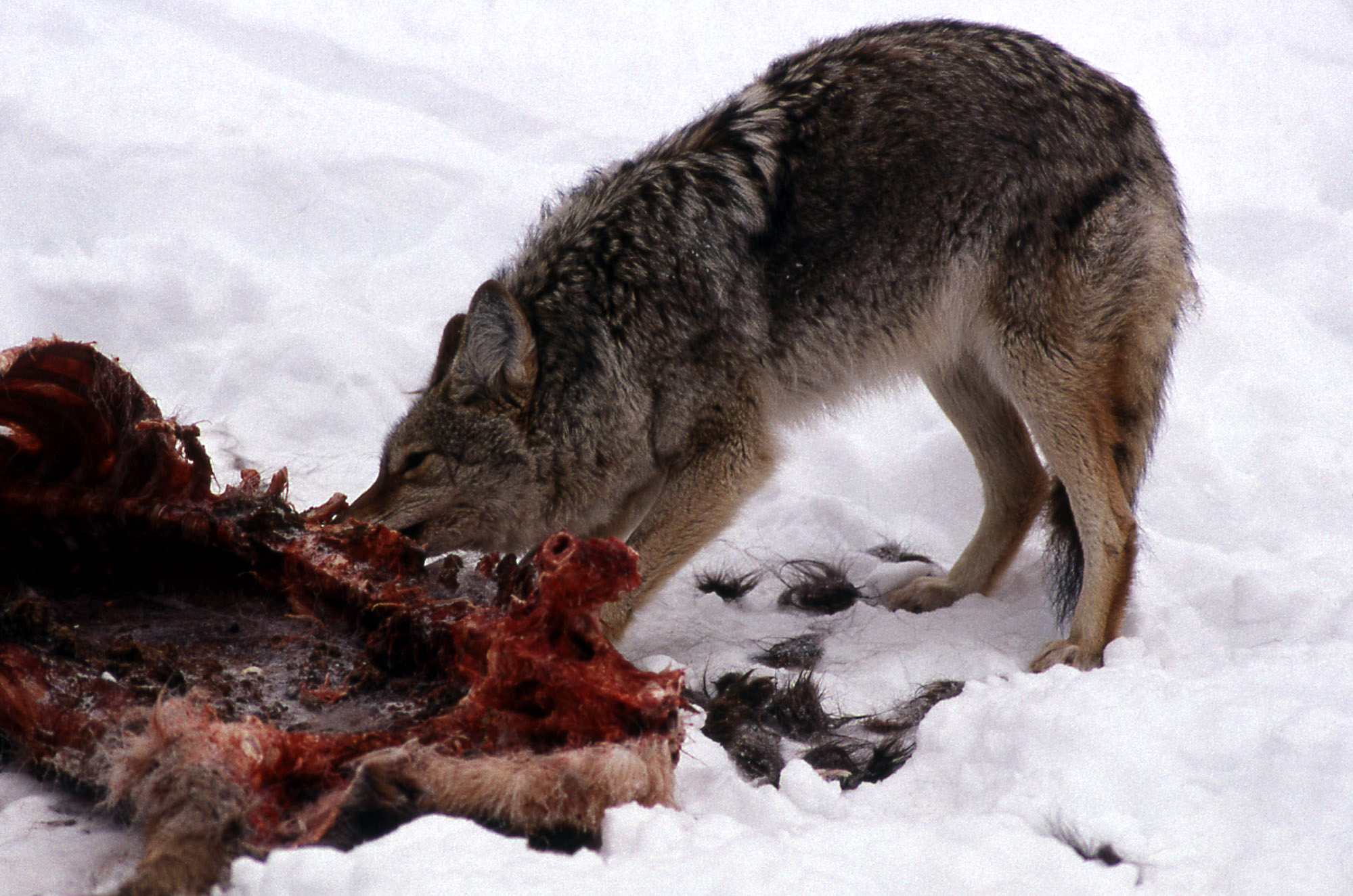
Een coyote en een wapitikarkas in de Lamar Valley